# Александер Вуд
Александер Вуд (англ. Alexander Lochian Wood, 12 липня 1907, Лохгеллі, Сполучене Королівство — 20 липня 1987, Гері, США) — американський футболіст, що грав на позиції захисника, зокрема, за клуб «Лестер Сіті», а також національну збірну США.

## Клубна кар'єра
У футболі дебютував виступами за команду «Бріклейерс енд Мейсонс». 
Згодом грав у складі «Холлі Карбюретор» та «Бруклін Вондерерс».
Своєю грою за останню команду привернув увагу представників тренерського штабу клубу «Лестер Сіті», до складу якого приєднався 1933 року. Відіграв за команду з Лестера наступні три сезони своєї ігрової кар'єри.
Протягом 1936—1938 років захищав кольори клубів «Ноттінгем Форест» та «Колчестер Юнайтед».
Завершив професійну ігрову кар'єру у клубі «Челмсфорд Сіті», за команду якого виступав протягом 1938—1939 років.
| Дата           | Місто          | Господарі | Результат | Гості    | Турнір             | Голи | Примітки |
| -------------- | -------------- | --------- | --------- | -------- | ------------------ | ---- | -------- |
| 13 липня 1930  | Монтевідео     | США       | 3 – 0     | Бельгія  | ЧС 1930 - 1-й етап | -    |          |
| 17 липня 1930  | Монтевідео     | США       | 3 – 0     | Парагвай | ЧС 1930 - 1-й етап | -    |          |
| 26 липня 1930  | Монтевідео     | Аргентина | 6 – 1     | США      | ЧС 1930 - півфінал | -    |          |
| 17 серпня 1930 | Ріо-де-Жанейро | Бразилія  | 4 – 3     | США      | товариський матч   | -    |          |
| Усього         |                | Матчів    | 4         |          | Голів              | 0    |          |

Помер 20 липня 1987 року на 81-му році життя у місті Гері.

## Титули і досягнення
- Бронзовий призер чемпіонату світу: 1930